# سلطان بن أحمد بن عبد العزيز آل سعود
سلطان بن أحمد بن عبد العزيز آل سعود هو سفير خادم الحرمين الشريفين لدى مملكة البحرين من سبتمبر 2019م إلى فبراير 2025م وقد كان يشغل منصب مستشار في الديوان الملكي السعودي. وهو عضو في مجلس أمناء مؤسسة أحمد بن عبد العزيز آل سعود للتنمية الإنسانية.

## أسرته
هو أحد أبناء الأمير أحمد بن عبد العزيز آل سعود من زوجته فهدة بنت تركي بن أحمد السديري.